# La Tuile à loups
Pour les articles homonymes, voir Tuile (homonymie).
La Tuile à loups est un téléfilm français réalisé par Jacques Ertaud en 1972, d'après le roman de Jean-Marc Soyez.

## Synopsis
Hiver 1970. Dans un village isolé du Massif central, la neige est tombée en abondance. Les habitants parlent de la tuile à loups : autrefois, quand le vent du nord la faisait siffler, elle annonçait l’arrivée conjointe des grands froids et de loups affamés. Muette depuis longtemps, elle a chanté la nuit dernière... Légende ou vérité ? L'incrédulité laisse bientôt place à la peur ancestrale du loup. Et cette crainte qui resurgit va s'avérer fondée.

## Autour du téléfilm
Le téléfilm a été tourné au cœur de l'hiver, dans le village de Nasbinals (Lozère) et sur le plateau de l'Aubrac. Pierre Bastide, appartenant à la famille hôtelière du bourg, incarne le chauffeur de car au début du film.

## Distribution
- Paul Le Person : Alix Ravanelle
- Pierre Guéant : Tirette
- Gérard Darrieu : Justin Belard
- Claude Beauthéac : Dédé
- Marie-Hélène Dasté : La Thibaude
- Fréderic Witta : Philippe
- Myriam Boyer : Maryse
- Jeanne Allard : Thérèse
- Pierre Bastide : le chauffeur du car